# 柳澤宗光
柳澤 宗光（やなぎさわ むねみつ）は日本の歯科医師、歯学博士、矯正歯科医。低年齢児に使用可能なマウスピース型機能的矯正装置ムーシールドを1983年に考案したことで知られる。現在、調布矯正歯科クリニック院長、日本大学歯学部小児歯科学講座兼任講師、国立ラオス大学医学部名誉教授。

## 略歴
1974年に日本大学歯学部卒業後、同大学小児歯科学教室に所属、在籍中に博士号を修得（乙第2395号）し、1983年に開業。1990年～日本矯正歯科学会認定医。2020年7月から、特定非営利活動法人歯科医学教育国際支援機構監事。

## 発表論文
- 機能的矯正装置による反対咬合者の治療に関する研究 - 日本矯正歯科学会誌 44(4),734(1985)
- 幼児期、反対咬合症例に用いるオーラルシールドについて - 小児歯科学会誌 27(1),261(1989)
- 機能的矯正装置による幼児期、成長期反対咬合の治療について - 臨床矯正ジャーナル 12(12),57-76(1996)
- ムーシールドによる反対咬合の初期早期治療 - 臨床科のための矯正 YEARBOOK'04,125-132(2004)
- ムーシールドによる乳歯列期反対咬合の初期早期治療 - 小児歯科臨床11(10),37-45(2006)

## 著書
- 柳澤宗光『月刊柳澤宗光―「ムーシールド」による反対咬合の早期処置治療 筋機能訓練装置』デンタルダイヤモンド社、2009年10月1日。ISBN 978-4885101885。

## 映像
- 柳澤宗光『生涯研修ライブラリNo.0406 ムーシールド（機能的顎矯正装置）による反対咬合の早期初期治療』（ビデオテープ、DVD）日本歯科医師会。[6]